# Company
A Company magazin (ISSN 2061-9251) 2009 végén jelent meg. A hasonló profilú Na Végre! magazint váltotta fel, amely ekkor szűnt meg. A havilap A5-ös méretben, 30-60 oldalon került kiadásra. Budapest meleg-szórakozóhelyein terjesztették ingyenesen. 2013-ban az egyetlen magyar nyelvű, nyomtatott LMBT-magazin volt. Tartalmát hírek, interjúk, publicisztikák, recenziók, reklámok alkották. 2014-ben megszűnt.